# Feststellanlage
Eine Feststellanlage (FstA) oder auch Türfeststellanlage (TFA) ist eine Einrichtung zum Offenhalten von Brandabschlüssen (z. B. Brandschutztüren, Rauchschutztüren, Rolltore oder Rauchschürzen zwischen Brandabschnitten).

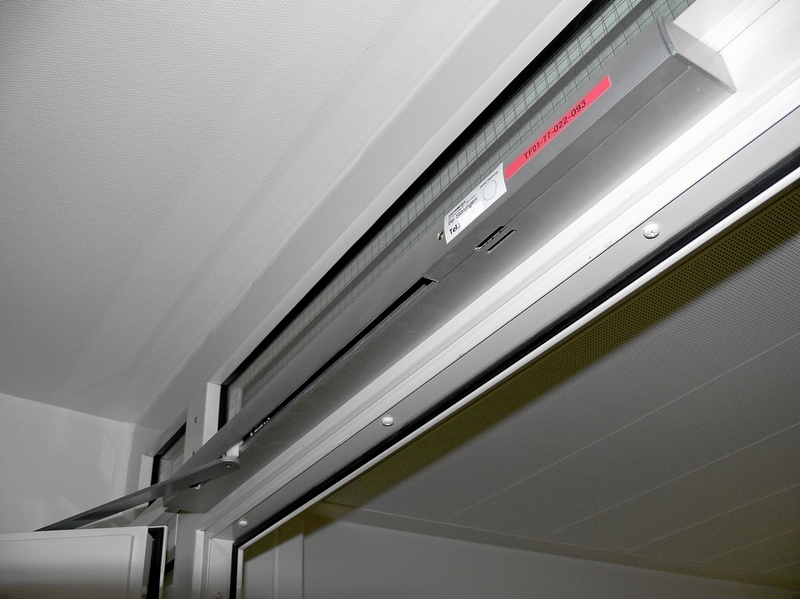
Integrierte Feststellanlage

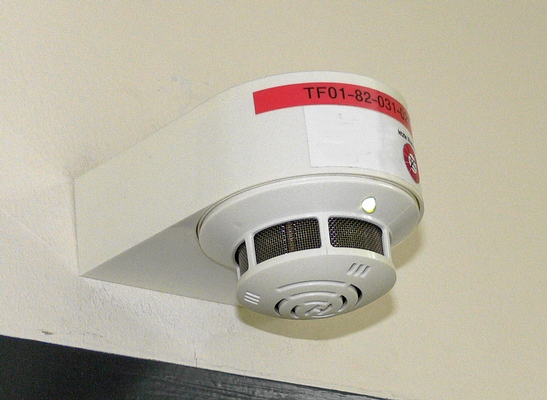
Optischer Rauchmelder

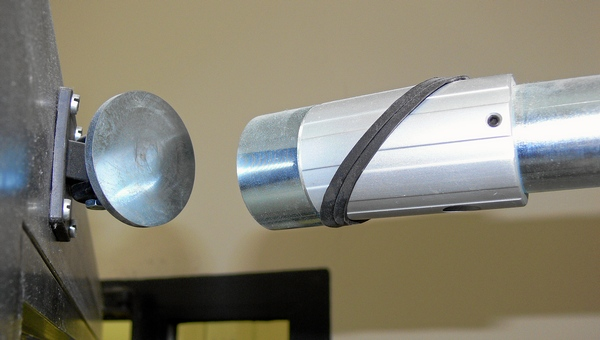
Türhaftmagnet mit Ankerplatte

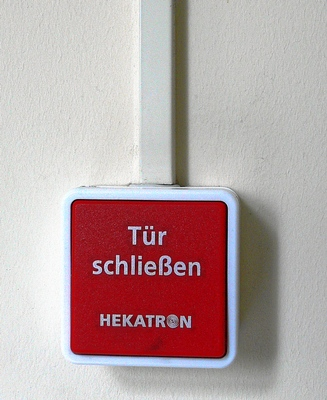
„Tür schließen“-Taster

Die Feststellanlage sorgt dafür, dass Feuerschutzabschlüsse bzw. Rauchabschlüsse offen gehalten werden, aber bei einem Brand bzw. im Fall von Rauchentwicklung sicher schließen.
In älteren Dokumenten wird Feststellanlage mit FSA abgekürzt. Da es bei dieser Abkürzung immer wieder zu Verwechslungen mit dem Feuerschutzabschluss kam, wird seit einiger Zeit nur noch die neue Abkürzung FstA verwendet.

## Aufbau
Eine Feststellanlage besteht im Wesentlichen aus den folgenden Komponenten:
- Energieversorgung (Auswertung/Zentrale)
- Feststelleinrichtung, z. B. Magnet mit Ankerplatte oder Türschließer mit interner oder externer Feststellung sowie ggf. automatischen Tor- und Türantrieben
- mindestens einem Branderkennungselement: Brandmelder der Brandmeldeanlage oder Rauchschalter, z. B. optischer Rauchmelder (da Branderkennungselemente in Feststellanlagen nicht „melden“, sondern etwas schalten, ist die Bezeichnung Rauchmelder oft irreführend)
- mindestens einem Handauslösetaster zum manuellen Schließen (dieser kann nur dann entfallen, wenn die Feststellung auch durch geringen Druck auf das Türblatt aufgehoben werden kann).

Taster zum manuellen Schließen der Tür / des Tores müssen rot sein (Größe mindestens 16 cm²) und die Aufschrift tragen „Tür bzw. Tor schließen“.
Als Brandmelder in Feststellanlagen werden heute zumeist optische Rauchmelder nach dem Streulichtprinzip oder (bei Rauchschutzabschlüssen nicht erlaubt) seltener auch Wärmedifferenzialmelder eingesetzt.
Früher wurden als Brandmelder wegen größerer Sicherheit vor Störbeeinflussungen (Wasserdampf, Staub u. a.) auch Ionisationsrauchmelder verwendet. Diese sind wegen ihrer Radioaktivität fast vollständig vom Markt verschwunden. Außerdem sind sie als Sondermüll zu behandeln und in Deutschland mit ihrer Seriennummer und Einbauort bei den Landesämtern für Umweltschutz registriert.
Einige Systeme sind mit Akkus ausgestattet für den Fall, dass die 230-V-Versorgungsspannung wegfällt. Das Wegfallen der Versorgungsspannung – und gegebenenfalls auch der Akkuspannung – muss zum Schließen des Rauch- bzw. Feuerschutzabschlusses führen.
Die Feststellanlagen können auch durch Brandmeldeanlagen nach DIN 14675 angesteuert werden. Eine Aufschaltung auf eine Brandmeldeanlage ist zulässig, jedoch nicht die Weiterleitung des Signals aus der Feststellanlage z. B. an die Feuerwehr. Feststellanlagen sind eigenständige Anlagen, die über eigene Branderkennungselemente (Rauchmelder oder Wärmemelder) verfügen müssen. Dies gilt auch dann, wenn sie durch eine Brandmeldeanlage angesteuert werden. Im Verlauf von Fluchtwegen und Rettungswegen sind zwingend Brandmelder, die auf Rauch reagieren, zu verwenden.

## Zulassung
Eine Feststellanlage benötigt in Deutschland als Verwendbarkeitsnachweis gemäß Bauregelliste A Teil 1 Ziff. 6.25 eine allgemeine bauaufsichtliche Zulassung (abZ). Diese wird in Deutschland durch das Deutsche Institut für Bautechnik (DIBt) erteilt. Sie ist in der Regel für fünf Jahre gültig und kann auf Antrag verlängert werden. Erlischt für eine Feststellanlage die allgemeine bauaufsichtliche Zulassung, so ist die Grundlage für die Verwendung als Feststellanlage im Sinne der Landesbauordnungen nicht mehr gegeben und die Anlage darf ab diesem Zeitpunkt nicht mehr in Gebäude eingebaut werden. Bestehende Anlage können aber weiter betrieben werden, sofern sie den ursprünglichen Anforderungen entsprechen und regelmäßig geprüft und gewartet werden. Deshalb ist es notwendig, dass der Betreiber das Abnahmeprotokoll der Firma, die eine Anlage eingebaut hat, und den Verwendbarkeitsnachweis (hier: abZ) aufbewahrt.
Derzeit ist in den allgemeinen bauaufsichtlichen Zulassungen von Feststellanlagen festgeschrieben, dass die Anforderungen der DIBt-Richtlinien für Feststellanlagen (Stand Oktober 1988) bezüglich Einbau, Betrieb, Abnahme und Wartung einzuhalten sind.
Die als Weißdruck vorliegende europäische Norm über Feststellanlagen DIN EN 14637, Stand Januar 2008, kann erst dann angewendet werden, wenn diese in den allgemeinen bauaufsichtlichen Zulassungen verankert wird.
Jede Feststellanlage muss vor ihrer Zulassung eine umfangreiche Eignungsprüfung durchlaufen. Durch diese ist die Erfüllung der DIBt-Anforderungen nachzuweisen. Die Eignungsprüfung wird von einer zugelassenen Prüfstelle durchgeführt. Es werden grundsätzlich nur komplette Feststellanlagen geprüft. Alle Teile des Systems müssen zusammen geprüft und zugelassen werden. Bei Austausch einzelner Komponenten gegen nicht in der Zulassung aufgeführte hat die gesamte Feststellanlage keine Zulassung.

## Feststellanlagen in explosionsgefährdeten Bereichen
Ein spezielles Anwendungsgebiet für Feststellanlagen sind explosionsgefährdete Bereiche (Ex-Bereich), Zone 1 und 2.
Solche Anlagen sind besonders auszuführen; alle Bauteile sind speziell nochmals (EX) zugelassen und geprüft. Feststellanlagen in Ex-Bereichen sind immer mit Gaswarngeräten auszuführen.
Auszug aus der DIN EN 14637 (Seite 31/A.2): „An Türen von Räumen, in denen eine explosionsfähige Atmosphäre durch brennbare Gase, Dämpfe oder Nebel entstehen kann, sollten Feststellanlagen nur verwendet werden, wenn die Feststellvorrichtungen zusätzlich durch Melder einer Gaswarnanlage ausgelöst werden. Gaswarnanlage und Feststellanlage müssen elektrisch miteinander verbunden sein. Elemente, Bauteile und Verbindungskabel von Feststellanlagen, die in diesen Räumen installiert werden, müssen eigensicher sein.“

## Abnahme laut Richtlinien des DIBt
Die eingebaute Anlage muss auf einwandfreie Funktion und vorschriftsmäßige Installation überprüft werden.
Nach der Abnahmeprüfung laut Richtlinien des DIBt muss im Bereich der installierten Feststellanlage ein Abnahmeschild angebracht werden, auf dem das Datum der Abnahme dokumentiert ist. Diese Abnahmeprüfung ist vom Betreiber der Anlage zu veranlassen und kann nur vom Hersteller der Feststellanlage, einer vom Hersteller zertifizierten Person oder einer benannten Prüfstelle (derzeit nur VdS Schadenverhütung GmbH) durchgeführt werden.
Über die erfolgreiche Abnahmeprüfung ist ein Protokoll auszufertigen. Dieses ist von Betreiber der Anlage aufzubewahren und auf Verlangen (z. B. bei der Feuerbeschau durch kommunale Behörden, Feuerwehr) vorzulegen.
Da die Landesbauordnungen den Begriff des Bestandsschutzes nicht kennen, ist eine Feststellanlage mit Mängeln oder lückenhafter Dokumentation des Einbaus vom Feuerschutzabschluss zu entfernen und durch eine zulassungskonforme Anlage zu ersetzen. Die gilt für nicht abgenommene Anlagen, bei denen die Zulassungsbescheide abgelaufen sind, und für abgenommene Anlagen mit erfolgreichem Abnahmeprotokoll, die aber erhebliche, nicht durch Reparaturen oder Wartungsarbeiten behebbare Mängel aufweisen.

## Instandhaltungspflicht von Feststellanlagen
Eine neue deutsche Anwendungsnorm (DIN 14677 – Instandhaltung von elektrisch gesteuerten Feststellanlagen für Feuerschutz- und Rauchschutzabschlüsse) regelt seit 1. März 2011 die Instandhaltung, insbesondere die regelmäßige Prüfung und Wartung. Die Feststellanlage muss vom Betreiber nun ständig betriebsfähig gehalten und regelmäßig lt. Zulassungsbescheid der einzelnen Anlage auf ihre einwandfreie Funktion überprüft werden. Außerdem ist der Betreiber verpflichtet, einmal pro Jahr eine Prüfung auf ordnungsgemäßes und störungsfreies Zusammenwirken aller Geräte sowie eine Wartung vornehmen zu lassen, sofern nicht im Zulassungsbescheid eine kürzere Frist angegeben ist.
Pflicht des Betreibers ist es, einen zertifizierten Instandhalter (in der Norm „Fachkraft für Feststellanlagen“ genannt) entweder selbst zu beschäftigen oder eine Fachfirma, die über diese Kompetenz verfügt, mit der Wartung der Feststellanlage zu beauftragen. Art und Umfang der Wartung sind aufzuzeichnen und der Dokumentation der Anlage hinzuzufügen.
Ebenso ist nun die Archivierung der normgerechten Instandhaltungsdokumentation gemäß Anhang B der DIN 14677 Pflicht.
In dieser Dokumentation müssen enthalten sein:
- die Beschreibung der Lage der Feststellanlage im Gebäude,
- das Abnahmeprotokoll,
- eine bauaufsichtliche Zulassung,
- die Wartungsanleitung  sowie
- Umfang, Zeitpunkt und Ergebnis der Instandhaltungsmaßnahmen

Die Dokumentation muss aufbewahrt werden und ist auf Verlangen vorzulegen.
Außerdem enthält die DIN 14677 Vorgaben zu den maximalen Betriebszeiten der Raucherkennungselemente: Melder ohne Auslöseschwellennachführung sind nach fünf Jahren, Melder mit Verschmutzungsanzeige und Auslöseschwellennachführung nach spätestens acht Jahren auszutauschen.
Diese Norm ist inzwischen in die neuesten Zulassungen des DIBt für Feststellanlagen eingeflossen, sodass ihre Anwendung nun rechtlich verpflichtend ist. Das DIBt war in die Erstellung dieser Norm eingebunden.